# ديك فلاورز
ديك فلاورز (بالإنجليزية: Dick Flowers)‏ هو لاعب كرة قدم أمريكية أمريكي، ولد في 13 أغسطس 1927، وتوفي في 7 مايو 2010.

## وصلات خارجية
- ديك فلاورز على موقع مرجع كرة القدم المحترفة.كوم (الإنجليزية)